# 北原阿智之助

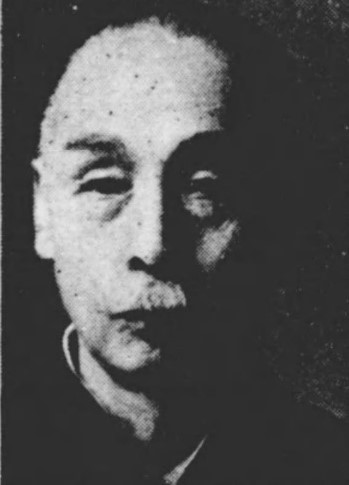
北原阿智之助

北原 阿智之助（きたはら あちのすけ、1868年3月26日（明治元年3月3日） - 1947年（昭和22年）11月29日）は、衆議院議員。号は痴山。

## 生涯
信濃国伊那郡座光寺村（現長野県飯田市）に庄屋の北原稲雄の次男として生まれ、明治20年（1887年）同郡上郷村の同族北原家の養子となる。
明治14年（1881年）に上京し、渡辺重石丸の道生館に学び、一旦帰郷、同18年（1885年）に再び上京して成立学舎、築地の英学校に学ぶ。和歌を海上胤平、俳句を正岡子規に師事する。同23年（1890年）雑誌「正気」を発行、子規の「日本新聞」俳句欄に投稿し、同30年（1897年）飯田で「松声会」を結成した。同35年（1902年）には伊那史料刊行会を設立し「伊那名勝志」を発行、菱田春草が挿絵を担当した。
上郷村会議員、村助役、村長、下伊那郡会議員を歴任し、同36年（1903年）長野県会議員に初当選。昭和5年（1930年）、第17回衆議院議員総選挙に初当選し、3期務める。
その他、下伊那国民精神作興会理事長、天竜社会長、大日本実行会創立委員などを務め、産業の開発にも貢献した。

## 係累
実兄の北原信綱も衆議院議員。次女は塩沢幸一に嫁ぐ。